# Robert Allart
Robert Philippe Marie Allart (Laeken, 29 novembre 1913 – Liegi, ...) è stato un sollevatore belga che ha gareggiato nelle categorie dei pesi mediomassimi e pesi massimi.

## Carriera
Prese parte a due edizioni dei Giochi olimpici: a Londra nel 1948, classificandosi al settimo posto, e ad Helsinski nel 1952 nei mediomassimi, non completando la gara. Ai campionati mondiali ed europei di Scheveningen nel 1949 vinse rispettivamente la medaglia di bronzo e d'argento. Partecipò inoltre ai campionati mondiali ed europei di Parigi del 1946, piazzandosi rispettivamente al settimo e al quinto posto.